# Cordia alliodora
Cordia alliodora  es una especie de planta con flor de la familia de las Boraginaceae

## Descripción
Es un árbol de 8 a 30 m de altura. Hojas simples, alternas, de 8 a 18 cm de largo por 3 a 8 cm de ancho, ovado-lanceoladas o elípticas. Inflorescencias panículadas axilares o terminales, de 5 a 15 y hasta 30 cm de largo. Flores blancas tornándose pardo-obscuras, cuando secas. Frutos nueces cilíndricas de 5 mm de largo, con la corola persistente con una sola semilla.
Presenta ramitas verticiladas con nudos engrosados donde habitan hormigas (formicarios). Además es la única especie del género en México que tiene una pubescencia con tricomas estrellados más densos por el envés.

## Propiedades
En Michoacán y Quintana Roo a esta especie se le usa en el tratamiento de enfermedades de los pulmones.
Las hojas son la parte de la planta más empleada. En Michoacán su cocimiento se usa para curar enfermedades pulmonares. En Oaxaca se usan calentadas y puestas como emplasto en las rodillas en caso de tindayo. Su cocción se administra por vía oral como antipalúdico y para el latido. Tostadas y molidas, se aplican de forma externa como antiséptico.  En Yucatán se toma la miel dos o tres veces por semana, para los nervios. Aunque también se usa la planta como cicatrizante de heridas (Yucatán). En Quintana Roo se usan las semillas molidas para las afecciones cutáneas. En Guerrero para el ombligo salido, se hacen con el látex dos o tres curaciones.
Historia
En el siglo XVI, Francisco Hernández de Toledo relata: el polvo alivia las úlceras pútridas y aprovecha extraordinariamente a los enfermos de tos.
En el siglo XX, Maximino Martínez reporta los usos siguientes: estimulante y para enfermedades del sistema respiratorio.
Química
En el duramen del tallo de Cordia alliodora, se han detectado los componentes quinoideos cordiaacromos A, B y C; policíclicos alioquinol C, cordiaaquinol C y cordiol A; bencenoides aliodorol y cordallinol; el monoterpeno aliodorín, y el componente heterocíclico de oxígeno cordiacromeno A. De las hojas se han aislado varios derivados oxo-hidroxilados del ácido oleanenoico.

## Taxonomía
Cordia alliodora fue descrita por (Ruiz & Pav.) Oken  y publicado en Allgemeine Naturgeschichte 3(2): 1098. 1841
Etimología
Cordia: nombre genérico otorgado en honor del botánico alemán Valerius Cordus (1515-1544).
alliodora: epíteto latino que significa "con olor a ajo"
Sinonimia
- Cerdana alliodora Ruiz & Pav.
- Cordia alliodora (Ruiz & Pav.) Cham. ex A.DC.
- Cordia andina Chodat
- Cordia gerascanthus Jacq.
- Lithocardium alliodorum Kuntze
- Cerdana cujabensis Silva Manso ex A.DC.
- Cordia cerdana Roem. & Schult.
- Cordia cujabensis Silva Manso & Lhotsky ex Cham.
- Cordia goudotii Chodat
- Cordia velutina Mart.
- Gerascanthus alliodorus (Ruiz & Pav.) M.Kuhlm. & Mattos
- Gerascanthus cujabensis (Silva Manso & Lhotzky ex Cham.) Borhidi
- Gerascanthus velutinus Fresen.
- Lithocardium cujabense Kuntze[5]

## Nombres comunes
- Español:Laurel blanco, capá prieto (Puerto Rico), pardillo (VE), alatrique, capá, laurel blanco, laurel negro, ajo ajo (Bolivia y Perú), canalete, (Colombia),[6] urua,(México) xochicauil, rosadillo
- Francés: cypre, bois de Chypre, pardillo
- Portugués: louro-amarelo, falso-louro, freijó-branco, louro-alho, louro-branco, louro-negro,  uruá, uruazeiro.[7]